# Johan Andreas dèr Mouw

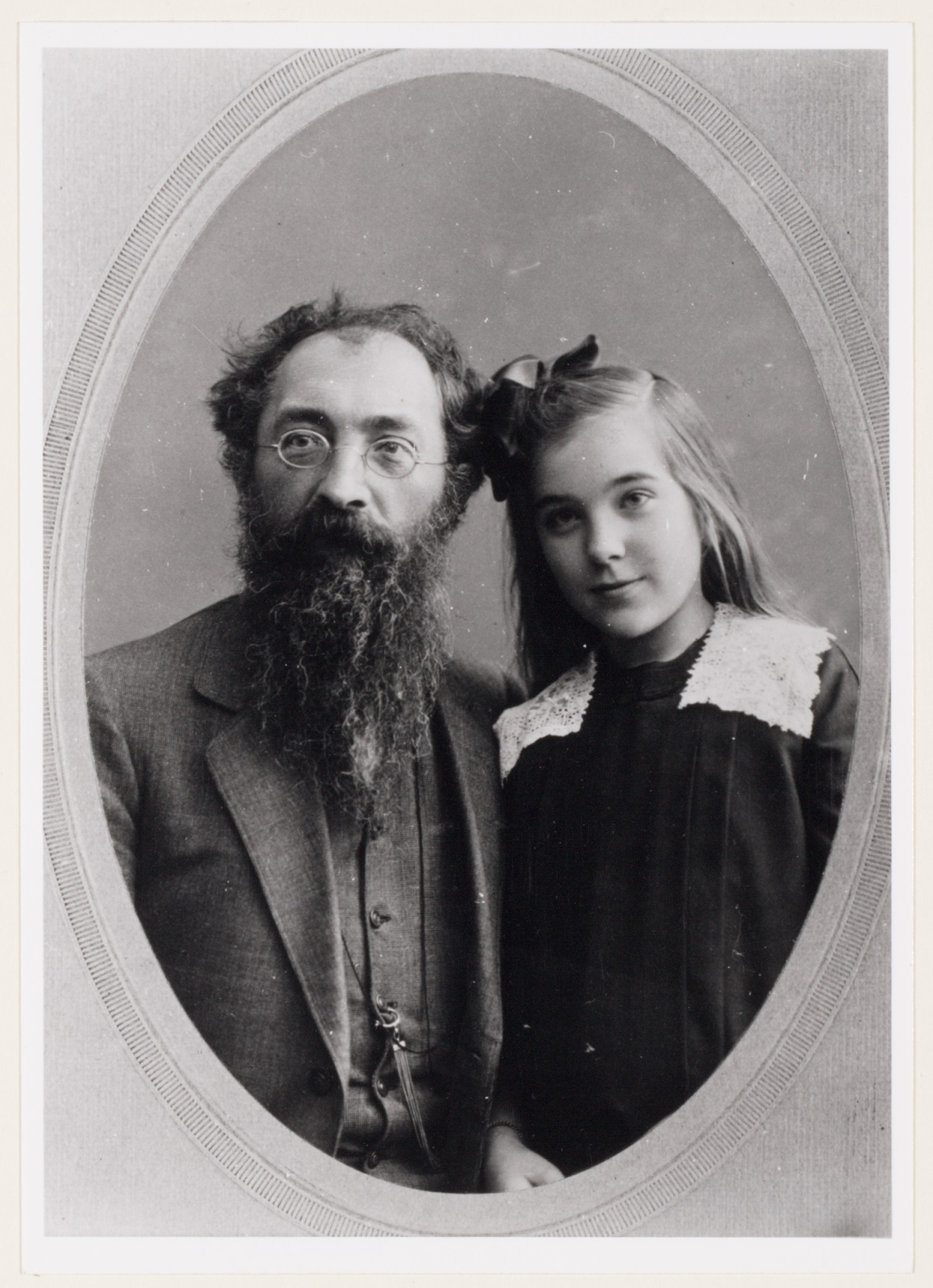
Dèr Mouw met pleegdochter Hetty

Johan Andreas dèr Mouw (officieel: Johan Andreas der Mouw, Westervoort, 24 juli 1863 – Den Haag, 8 juli 1919) was een Nederlands classicus, letterkundige, filosoof, schrijver en dichter. Blijvende bekendheid verwierf hij als dichter, onder het pseudoniem Adwaita, wat zoiets betekent als 'tweeheidsloze', ook wel non-dualiteit.

## Levensloop

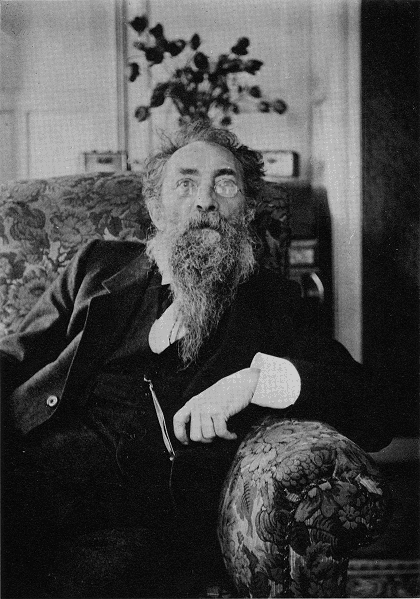
Johan Andreas dèr Mouw

Dèr Mouw studeerde van 1883 tot 1887 aan de Universiteit Leiden in de klassieke talen (Oudgrieks, Latijn en Sanskriet) en filosofie. Hij promoveerde in 1890 bij Jan van Leeuwen (1850–1924) op het proefschrift Quomodo Antiqui Naturam mirati sunt? ('Hoe bewonderden de ouden de natuur?'). In 1893 trouwde hij met Hendrika (Nans) van Enst, een dochter van een Doetinchemse distillateur. Zij adopteerden in 1902 de tweejarige Teuntje Vink, die in 1905 de naam Hetty der Mouw kreeg.
In 1888 kreeg hij een aanstelling als leraar aan het gymnasium te Doetinchem, totdat een heftig conflict met de rector, wiens zoon hij in de klas had, daaraan in 1904 een eind maakte. Onder meer zijn onorthodoxe manier van lesgeven en zijn antichristelijke theorieën lagen aan de basis van zijn ontslag, maar vooral zijn actie als klokkenluider, waarbij hij bezwaren uitte tegen de praktijk van lichtvaardige toekenning van diploma's aan leerlingen van het internaat Ruimzicht. Er waren een felle lastercampagne, waaronder verdachtmakingen van homoseksualiteit, twee pogingen tot zelfmoord en een rechtszaak aan voorafgegaan.
Daarna woonde hij als privéleraar in Rijswijk en publiceerde twee boeken over filosofie. Het gezin verhuisde in 1907 naar Den Haag, waar zijn toen 15-jarige privéleerling Victor van Vriesland bij hen introk; Van Vriesland zou later de literaire nalatenschap van Dèr Mouw beheren.

## Poëzie

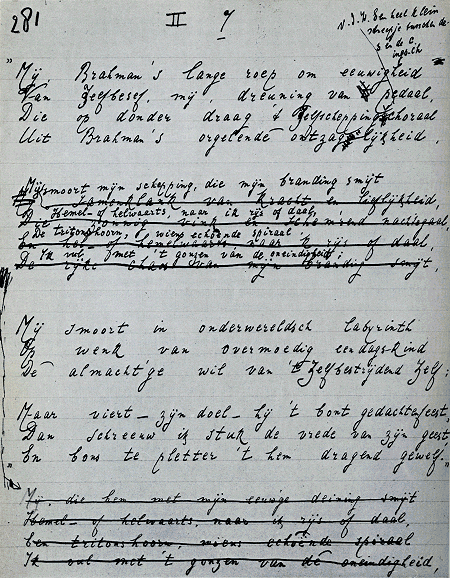
Handschrift van Dèr Mouw

Dèr Mouw dichtte de beroemde regel 'K ben Brahman. Maar we zitten zonder meid. Hiermee vatte hij in één dichtregel de problematiek van zijn leven samen: die tussen De Idee en de alledaagse werkelijkheid. De Idee: er is niets dan Brahman dus alles is Brahman, wordt waargenomen in de alledaagse werkelijkheid waarin iemand alledaagse klusjes moet uitvoeren omdat er geen dienstmeid is.
Dèr Mouw schreef zijn poëzie vrijwel geheel in de laatste zeven jaren van zijn leven. Het werk bestaat voor het merendeel uit sonnetten(reeksen) en wordt gekenmerkt door een hoogst origineel en oorspronkelijk gebruik van taal en beeldspraak. Als fin-de-siècledichter is Dèr Mouw een relatief onbekende nakomer, zijn poëzie werd pas in 1919, enkele weken na zijn dood, voor het eerst op enkele publicaties in literaire tijdschriften na, uitgegeven in de dichtbundel Brahman I. Deel II volgde in 1920. Het vertoont opvallende gelijkenissen met het werk van zijn voorgangers. Zo vertolkt Albert Verwey ook de Al-gedachte in zijn poëzie, is Dèr Mouws stijl deels vergelijkbaar met die van Herman Gorters Mei, en was hij evenals de dichters P.C. Boutens en J.H. Leopold een classicus met belangstelling voor oosterse mystiek.

## Wereldbeschouwing
Evenals zijn tijdgenoten lijkt hij haast geobsedeerd door de idee van het dualisme in de wereld. Alles wordt bezien vanuit tegenstellingen: goed en kwaad, natuur en cultuur, kunst en wetenschap, gevoel en rede of lichaam en geest. In plaats van zich bij het dualisme neer te leggen, gingen veel kunstenaars en schrijvers op zoek naar een manier om de harmonie te ‘heroveren’. Voor sommigen was dit slechts een intellectueel spel met als ingrediënten filosofie en literatuur.
Maar voor anderen, onder wie Dèr Mouw, was de zoektocht naar harmonie een opdracht waaraan zij hun leven ondergeschikt maakten. Hij ging daarbij alle dogmatiek uit de weg en ging zich daarom ook steeds feller verzetten tegen de Leidse hoogleraar Gerard Bolland, die een hegeliaan was. Keer op keer benadrukt Dèr Mouw in zijn werk de balans die er volgens zijn inzichten bestaat tussen groot en klein, het nietige en het kolossale: een melkweg en een kindertraan.
Harmonie als je reinste innerlijke noodzaak — soms dreef het gemis ervan hem tot wanhoop, maar aan het einde van zijn leven kwam hij tot de bevrijdende conclusie dat de ware wijsheid te vinden is in de mystieke geschriften van het brahmanisme, een standpunt dat hij misschien vond onder invloed van de lectuur van Schopenhauer.

## Publicaties
- Johan Andreas dèr Mouw (Adwaita): Mijn taalorkest. Een ruime keuze uit 'Brahman' . Samenstelling Jan Kuijper. Nijmegen, Uitgeverij Vantilt, 2018. ISBN 9789460043819
- Je bent de wolken en je bent de hei. Een bloemlezing uit het werk van J.A. dèr Mouw gekozen en ingeleid door Marjoleine de Vos. Amsterdam: Uitgeverij Van Oorschot, 2008. ISBN 978-90-282-4159-6
- J.A. dèr Mouw, Volledig dichtwerk, G.A. van Oorschot, Amsterdam, 1986. ISBN 90-282-0550-0
- Paul Claes, Het prisma van Brahman. Een sonnet van J.A. dèr Mouw, (vertaling van ' 'K ben Brahman' in vijf talen). Woubrugge, Avalon Pers, 2019 (vertaling van ' 'K ben Brahman' in vijf talen)

### Over Dèr Mouw
- Lucien Custers: Alleen in wervelende wereld. Het leven van Johan Andreas dèr Mouw (1863-1919). Nijmegen, Uitgeverij Vantilt, 2018. ISBN 9789460043666
- Jan Noordegraaf, Dèr Mouw contra Hoogvliet: universele grammatika anno 1903. Schiedam: Huis te Riviere Pers, 1987.